# Guarujá
Guarujá est une municipalité de l'État de São Paulo au Brésil.

## Maires
| Période | Période | Identité                 | Étiquette | Qualité |
| ------- | ------- | ------------------------ | --------- | ------- |
| 2009    | 2012    | Maria Antonieta de Brito | PMDB      |         |